# Терренс Дрю
Терранс Майкл Дрю (22 листопада 1976 , Сент-Кіттс і Невіс ) — лікар і політик, четвертий і чинний прем'єр-міністр Сент-Кіттс і Невісу, обраний до Національних зборів на загальних виборах 5 серпня 2022 року.
В 1996 році він закінчив коледж Кларенса Фіцроя Брайанта. 
У віці 19 років він працював викладачем у середній школі Бастер. 
В 1998 році він поїхав на Кубу, щоб вивчати медицину, і закінчив Університет Сьенсіас Медикас де Вілья-Клара в Санта-Кларі. 
Потім Дрю повернувся до Сент-Кітс, щоб працювати лікарем загальної практики. 

Пізніше він поїхав до Техасу, щоб вивчати внутрішню медицину, а у 2013 році закінчив Центр медичних наук Техаського технічного університету

Він був обраний лідером Лейбористської партії Сент-Кітс і Невіс у листопаді 2021 року. 

Кабінет Дрю склав присягу 15 серпня 2022 року 
.